# Libânio Borges
José Libânio Borges (Tourencinho, Vila Pouca de Aguiar, 30 de abril de 1898 — Vila Real, 11 de julho de 1968) foi um sacerdote português, autor de várias obras de carácter religioso. Frequentou o liceu de Vila Real e o seminário de Braga, concluindo o curso de Teologia em 1920 e sendo ordenado sacerdote em 3 de junho de 1921. Após ter trabalhado como pároco no concelho de Montalegre, rumou a Roma, e aí, na Pontifícia Universidade Gregoriana, obteve a formação em Direito Canónico. Em 30 de janeiro de 1956, recebeu o título de Prelado Doméstico, ou Monsenhor. Foi Reitor do Seminário de Santa Clara, em Vila Real, durante vários anos. 

## Obras
Libânio Borges publicou, entre outras, as seguintes obras:
- Concordatas entre a Santa Sé e Portugal e Concórdias entre os Prelados e os Reis de Portugal (1951)
- Breves Notas à Ave Maria (1957)
- Breves Notas ao Pai Nosso (1957)
- Breves Notas ao Glória ao Pai (1957)
- Breves Notas à Salve Rainha (1957)
- Breves Notas aos Símbolos ou Credos e Profissões de Fé, a diversas Orações, Cânticos e Hinos Litúrgicos e às Antífonas finais de Nossa Senhora (1957)
- Sumário da Legislação dos Legados Pios (1957)
- Sumário dos Direitos, Privilégios e Obrigações Comuns ou Gerais dos Clérigos (1958)
- Sumário dos Direitos, Privilégios e Obrigações dos Clérigos - Disciplina Diocesana de Vila Real (1958)
- Sumário da Legislação do Catecismo e da Catequese (1958)
- Sumário da Legislação das Vocações Eclesiásticas ou Sacerdotais (1958)
- Breves Notas ao Sinal da Cruz (1960)
- Sumário de Orações de Sua Santidade Pio XII (1960)
- Sumário dos Direitos, Privilégios e Obrigações Comuns ou Gerais dos Párocos (1960)
- Sumário de Legislação dos Actos e Consagrações Obrigatórias (1961)
- Summarium de Normis, Regulis ac Monitis Seminaristarum Confessariis Servandis (1963)